# Amelio Mendíjur
Amelio Mendijur (Apellániz, 14 de julio de 1943-Zumárraga, 8 de junio de 1965) fue un ciclista español, profesional en el año 1965, que falleció debido a una grave caída sufrida en el transcurso de la segunda etapa de la prueba Pentecostés de Vergara.
Su única victoria la obtuvo en la modalidad de ciclocrós, siendo todavía aficionado en el Campeonato de España de Ciclocrós de 1964.

## Palmarés
1964
- Campeonato de España de Ciclocrós

1965
- 2.º en el Campeonato de España de Ciclocrós

## Resultados en Grandes Vueltas y Campeonato del Mundo
Durante su carrera deportiva ha conseguido los siguientes puestos en las Grandes Vueltas y en los Campeonatos del Mundo en carretera y ciclocrós:
| Carrera              | 1964 | 1965 |
| -------------------- | ---- | ---- |
| Giro de Italia       | -    | -    |
| Tour de Francia      | -    | -    |
| Vuelta a España      | -    | -    |
| Mundial en Ruta      | -    | -    |
| Mundial de Ciclocrós | -    | 5º   |

-: no participa

Ab.: abandono

## Equipos
- Kas (1965)